# Джексоновская демократия
Джексоновская демократия (англ. Jacksonian democracy) — политика президента США Эндрю Джексона, время складывания с середины 1820-х годов широкой политической коалиции, возглавляемой демократической партией, продолжавшееся до 1840-х годов, когда на первый план все больше и резче стали выходить проблемы, связанные с существованием в США института рабства. Этот период начался сразу после так называемого периода «Джефферсоновской демократии» (1790—1820).
Это было время превращения Соединённых Штатов из патриархальной страны в государство, в котором бурно развивалась промышленность, интенсивно шло освоение западных земель, где прочно, хотя и противоречиво вписалось в структуру страны плантационное рабство. Борьба широких слоев населения за демократизацию политической жизни неизмеримо расширила по сравнению с предыдущим периодом ряды электората. Рухнули старые и возникли новые политические партии, вынужденные приспосабливаться к изменившимся условиям политической жизни. В 40-е годы страна вступила на путь, приведший к неотвратимому конфликту — Гражданской войне, в сражениях которой решался вопрос о дальнейшем её развитии. В более широком смысле этот термин относится к периоду второй партийной системы (в середине 1830-х — 1854).
В отличие от эпохи Томаса Джефферсона, эпоха Джексоновской демократии способствовала силам президента и исполнительной власти за счёт Конгресса, а также стремилась расширить участие общественности в управлении государством. Они[кто?] требовали избрания судей и переписали многие статьи конституции.

## Принципы Джексоновской демократии
Джексоновская демократия была построена на следующих общих принципах:
- Расширение избирательного права

Джексонианцы считали, что право голоса должно быть распространено на всех белых мужчин. К 1820 году избирательное право для мужчин было нормой, а к 1850 году почти все требования к налогам на собственность и платы на имущество были сняты.
- Явное предначертание

Это была вера в то, что белые американцы урегулировали судьбу американского Запада и расширили контроль от Атлантического океана до Тихого океана.
- Покровительство

Также известна как практика продвижения и найма правительственных служащих, когда победившие на выборах президент или партия формируют состав государственных органов из своего окружения и своих сторонников. При такой системе во власть допускаются только хорошо знакомые «политической элите» люди, связанные круговой порукой.
- Строгий конструктивизм

Джексонианцы изначально выступали за ограниченние полномочий федерального правительства. Э. Джексон сказал, что нужно защититься от «всех посягательств на законные сферы государственного суверенитета».
- Невмешательство в экономику

В дополнение к строгому устроительству Конституции, джексонианцы в целом поддержали невмешательство в экономику.
- Банковский принцип

Джексонианцы были против предоставленных государством монополий на банки. Э. Джексон наложил вето на постановление Конгресса о продлении привилегий, последствием чего была ликвидация Второго банка Соединённых Штатов и возникновение множества частных кредитных учреждений, а также возвращение к золотому стандарту, что способствовало расцвету американской экономики.

## Период 1824—1832
Партии федералистов и первой партийной системы были мертвы, и не было эффективной оппозиции. Старая Демократическая республиканская партия засохла. Каждый штат имел многочисленные политические фракции, но они не выходили за границы этих штатов. Политические коалиции формировались и растворялись.
Большинство бывших республиканцев поддерживали Э.Джексона, другие, такие как Генри Клей, выступали против него. Большинство бывших федералистов, таких как Дэниел Вебстер, были против Э.Джексона, хотя некоторые, как Джеймс Бьюкенен, поддерживали его. К концу 1830-х годов Джексон-демократ и виги политически боролись и на национальном уровне и в каждом штате.
Американское общество в период «джексоновской демократии» было обществом классовым со всеми присущими ему чертами и противоречиями. Новые слои буржуазии, и прежде всего молодая промышленная буржуазия, вступили в эти годы в соперничество со старой «финансовой аристократией», олицетворявшейся банком США в Филадельфии, и стали важной составной частью коалиции, на которую опирался президент Э. Джексон. В основе же этой коалиции лежал союз плантаторов Юга и фермеров Запада. И те и другие были заинтересованы в экспансии на Запад. И те и другие были недовольны деятельностью национального банка, который ограничивал спекуляцию и выпуск новых банкнот.
Эта коалиция, однако, могла существовать лишь до тех пор, пока центральной проблемой политической борьбы не стал вопрос о рабстве. Все более жесткая позиция южан в этом вопросе вела к тому, что политика демократической партии оказалась в итоге в явном противоречии с её социальной базой. Начавшийся с середины 40-х годов XIX в. кризис двухпартийной системы «демократы—виги» проявился в создании целого ряда третьих партий: партии свободы, фрисойлеров, партии «ничего не знающих». Однако только после образования республиканской партии в 1854 г. крах старой политической системы стал уже очевидным фактом. Что же касается 40-х годов, то в это время основное внимание оказалось прикованным к проблемам экспансии, присоединению Техаса, Орегона и к войне с Мексикой.